# 豪鬼
豪鬼，是卡普空的格斗游戏《街头霸王系列》中的角色，有着“拳之极者”、“鬼神屠灭之拳”的称号。豪鬼早年与哥哥「刚拳」一起在师傅「轰铁」的门下习武。豪鬼年纪轻轻就显露出其才能以及对武学顶点近乎没有原则的追求。他对于暗杀拳格斗流残忍一面的杀人艺术痴迷不已，面对这样一个疯狂的弟弟，刚拳也根本无计可施。豪鬼在杀意波动催生的杀戮欲望的驱使下，无意中激发体内的“杀意波动”杀害师傅而失踪，一味往修罗之道堕落下去。最终兄弟两人在狱炎岛相遇，刚拳以一招金刚身防住杀意波动，然后以一记昇龙拳击倒了弟弟豪鬼。正当刚拳以为战斗结束时，豪鬼的杀意波动完全觉醒，刚拳被丧失理智的豪鬼以一招“瞬狱杀”杀死（刚拳在街頭霸王IV确认复出，并没有被豪鬼杀死而是在狱炎岛决战中生还）。亲眼目睹恩师被杀的隆和肯·馬斯達斯发誓要为师父报仇。然而豪鬼根本不以为意，在他眼中只有世界最强战士才有资格与他一战。在狱炎岛决战之后，豪鬼继续在全世界寻找最强战士决斗，以不断突破自己的极限。

## 角色概要

### 背景
自称拳法达到极致的人，操纵杀意波动力量的格斗家。尤其厌恶弱者。豪鬼作为隐藏角色在街头霸王2系列中首次登场。豪鬼真实身份是隆和肯的师傅刚拳的亲弟弟。而在OVA《街头霸王零 世代》中则暗示豪鬼为隆的生父。

### 外觀
造型以灰色武道服为主，周身环绕着红色蒸汽一样的杀意之波动，以及背后浮现的「天」字都给所见之人留下深刻印象。最初豪鬼作为隐藏魔王在SSF2X首次登场，玩家需要在泰国神廟乱入战中将其击败。

### 招式
因为和隆、肯以及刚拳师从同门，所以基本技和必杀技大多和隆、肯一样。但是因为全身包围着杀意波动，所以性能和攻击力都有显著不同，攻击手段丰富，可轻易使用的招数很多。而且气的修炼程度之差异也体现出来，可以在各种体式打出波动拳。另外还修得百鬼袭和阿修罗闪空等独门绝技 。但是其弱点是比其他角色防御力和气绝值低。所以不给对方喘息的机会进行怒涛般的攻击是豪鬼的基本战术。

## 登場作品

### 電子遊戲
| 發行年份 | 游戏名稱                                    | 角色配音員 |
| -------- | ------------------------------------------- | ---------- |
| 1994     | 超级街头霸王II X 绝世高人                   | 西村知道   |
| 1995     | X-Men，街头霸王Zero                         | 西村知道   |
| 1995     | X-Men VS 街头霸王 ，街头霸王Zero II         | 西村知道   |
| 1997     | 街头霸王III                                 | 西村知道   |
| 1998     | 超級漫畫英雄 VS 街头霸王 ，街头霸王Zero III | 西村知道   |
| 2000     | 漫畫英雄 VS 卡普空2                         | 西村知道   |
| 2001     | 卡普空 VS SNK 2                             | 西村知道   |
| 2008     | 街頭霸王IV                                  | 武虎       |
| 2012     | 快打旋風 X 鐵拳                             | 武虎       |
| 2016     | 铁拳7：命定报应                             | 武虎       |
| 2016     | 街頭霸王V                                   | 武虎       |
| 2017     | 漫畫英雄 VS 卡普空3                         | 武虎       |
| 2023     | 快打旋風6                                   | 武虎       |